# Milhas (França)
Milhas (em occitano:  Milhars) é uma comuna francesa na região administrativa da Occitânia, no departamento do Alto Garona. Estende-se por uma área de 19.68 km², com 174 habitantes, segundo o censo de 2018, com uma densidade de 8.8 hab/km².